# 毛金芳
毛金芳（1980年—），四川石棉人，彝族，中华人民共和国政治人物、第十一届全国人民代表大会四川地区代表。
毕业于四川雅安广播电视大学汉语言文学专业。担任四川省石棉县安顺彝族乡麂子坪村妇委会主任。2008年起担任全国人大代表。